# Parakysis grandis
Parakysis grandis är en fiskart som beskrevs av Ng och Lim, 1995. Parakysis grandis ingår i släktet Parakysis och familjen Akysidae. Inga underarter finns listade i Catalogue of Life.